# Kouassi Eboue
Jules Christ Kouassi Eboue (Acocra-Dabou, 13 dicembre 1997) è un calciatore ivoriano, centrocampista dell'União Leiria.

## Caratteristiche tecniche
Centrocampista grintoso e duttile, inizia la carriera come mediano di interdizione davanti alla difesa, quindi in seguito è schierato da mezzala sinistra in un centrocampo a tre. In questa posizione ha potuto avvicinarsi maggiormente in area avversaria e si è dimostrato in grado di leggere le azioni e dotato di ottimo tempismo.

## Carriera

### Club
Esordisce nella massima serie del campionato russo con il Krasnodar nella stagione 2015-2016, disputando una partita. Gioca più volte titolare, invece, nella stagione successiva, in cui debutta in UEFA Europa League. Il 12 gennaio 2017 viene ufficializzato il suo trasferimento al Celtic a titolo definitivo.
Rimane in Scozia (senza trovare molto spazio) fino al 23 gennaio 2020, giorno in cui viene ceduto in prestito al Genk. Il 25 maggio seguente viene riscattato dal club belga, firmando un quadriennale.

### Nazionale
Nel novembre 2016 viene convocato per la prima volta dalla nazionale maggiore ivoriana, senza tuttavia venire impiegato.

## Statistiche

### Presenze e reti nei club
Statistiche aggiornate al 29 maggio 2020.
| Stagione         | Squadra          | Campionato       | Campionato | Campionato | Coppe nazionali | Coppe nazionali | Coppe nazionali | Coppe continentali | Coppe continentali | Coppe continentali | Altre coppe | Altre coppe | Altre coppe | Totale | Totale |
| Stagione         | Squadra          | Comp             | Pres       | Reti       | Comp            | Pres            | Reti            | Comp               | Pres               | Reti               | Comp        | Pres        | Reti        | Pres   | Reti   |
| ---------------- | ---------------- | ---------------- | ---------- | ---------- | --------------- | --------------- | --------------- | ------------------ | ------------------ | ------------------ | ----------- | ----------- | ----------- | ------ | ------ |
| 2015-2016        | Krasnodar        | PL               | 1          | 0          | CR              | 0               | 0               | UEL                | 0                  | 0                  | -           | -           | -           | 1      | 0      |
| 2016-gen. 2017   | Krasnodar        | PL               | 9          | 0          | CR              | 0               | 0               | UEL                | 9                  | 1                  | -           | -           | -           | 18     | 1      |
| Totale Krasnodar | Totale Krasnodar | Totale Krasnodar | 10         | 0          |                 | 0               | 0               |                    | 9                  | 1                  |             | -           | -           | 19     | 1      |
| gen.-giu. 2017   | Celtic           | SP               | 4          | 0          | CS+CdL          | 1+0             | 0               | UCL                | -                  | -                  | -           | -           | -           | 5      | 0      |
| 2017-2018        | Celtic           | SP               | 6          | 0          | CS+CdL          | 2+1             | 0               | UCL+UEL            | 1+2                | 0                  | -           | -           | -           | 12     | 0      |
| 2018-2019        | Celtic           | SP               | 2          | 0          | CS+CdL          | 0+1             | 0               | UCL+UEL            | 1+1                | 0                  | -           | -           | -           | 5      | 0      |
| Totale Celtic    | Totale Celtic    | Totale Celtic    | 12         | 0          |                 | 5               | 0               |                    | 5                  | 0                  |             | -           | -           | 22     | 0      |
| gen.-giu. 2020   | Genk             | PL               | 4          | 0          | CB              | -               | -               | UCL                | -                  | -                  | SB          | -           | -           | 4      | 0      |
| Totale carriera  | Totale carriera  | Totale carriera  | 26         | 0          |                 | 5               | 0               |                    | 14                 | 1                  |             | -           | -           | 45     | 1      |

## Palmares

### Club

#### Competizioni nazionali
- Campionato scozzese: 3

Celtic: 2016-2017, 2017-2018, 2018-2019
- Coppa di Scozia: 3

Celtic: 2016-2017, 2017-2018, 2018-2019
- Coppa di Lega scozzese: 3

Celtic: 2017-2018, 2018-2019, 2019-2020
- Coppa del Belgio: 1

Genk: 2020-2021